# Pholcus ornatus
Pholcus ornatus är en spindelart som beskrevs av Friedrich Wilhelm Bösenberg 1895. Pholcus ornatus ingår i släktet Pholcus och familjen dallerspindlar.
Artens utbredningsområde är Kanarieöarna. Inga underarter finns listade i Catalogue of Life.